# 用津院
用津院（ゆうしんいん）は、山梨県都留市金井に所在する寺院。曹洞宗寺院で山号は向富山、本尊は虚空蔵菩薩。

## 立地と地理的・歴史的景観
所在する都留市金井は山梨県東部の郡内地方に位置し、用津院は桂川支流の大幡川北岸山裾の平坦地に立地する。近世には金井村が成立し、近在には郡内領主小山田氏の居館である中津森館跡や桂林寺などが分布する。

## 創建と歴史
『甲斐国志』『甲斐国社記・寺記』によれば、室町時代の文明6年（1474年）に「小山田耕雲」を開祖、笛吹市一宮町の広厳院開山雲岫宗竜の法嗣鷹岳宗俊を開山に創建される。
鷹岳は国中において甲斐市亀沢の天沢寺を創建しており、用津院の開創は郡内における峨山派法系寺院の展開と評価される。鷹岳は延徳4年（1492年）に死去し、当寺において埋葬された。
開祖「小山田耕雲」は郡内小山田氏の当主で、『甲斐国志草稿』では『勝山記』に見られる小山田弥太郎・小山田平三（弾正）を候補として挙げているが、小山田信長に比定されることが指摘される。これは、元亀2年（1571年）に戦国期の小山田氏当主の小山田信茂が都留市下谷の長生寺に寄進した寺領を記した安堵状に拠るもの。この安堵状では小山田氏歴代の法名が記されており、この中に「義山」の先代として「耕雲」の名が記されている。信長の次代の当主として登場する弥太郎の法名は『菊隠録』から「義山」と確定されるため、「耕雲」は先代の信長と考えられている。
戦国期には、永正8年（1511年）に小山田信有（出羽守）が長生寺を創建する際に、当寺三世の一道光円を開山に招聘したという。この際に一道は信有に鷹岳を開山に推薦し、一道の師積桂を長生寺二世とし、自身は長生寺三世となったといわれ、用津院は長生寺の末寺となる。
近世には慶長6年（1601年）に郡内領主鳥居成次が寺領2石8斗を寄進した（「長生寺文書」）。江戸時代には玉泉院、正観院、積善院、観音寺の末寺を有していた。当寺には天保7年（1836年）8月に甲斐国で起こった甲斐一国規模の一揆である天保騒動の際に使用されたと考えられている竹槍が伝来しており、約900字の文章で騒動の発端から判決に至る経緯が記されている。